# 汉斯·约纳斯
汉斯·约纳斯（德語：Hans Jonas，1903年5月10日—1993年2月5日），或譯汉斯·尤纳斯，猶太裔德國哲學家。

## 简介
約納斯出生于德国慕遜加柏一个传统犹太人家庭。1921年起先后就读于弗萊堡大學、柏林大學、海德堡大學、马尔堡大学，师从于胡塞尔、海德格尔、鲁道夫·布尔特曼等著名教授。
1930年尤纳斯在导师海德格尔的指导下，以论文《奥古斯丁和保罗的自由问题》完成了在马堡大学的研究生课程班论文。随后又在海德格尔和神学家布尔特曼的指导下，以论文《诺斯替的概念》（Der Begriff der Gnosis）获得博士学位。
1933年迫于德国国内的排犹浪潮被迫离开德国，辗转于伦敦、巴黎等地，二战期间参加英军的犹太兵团直接与法西斯战斗。战后移居北美，任教于社会科学新学院（New Schoolf of Social Research）等多所院校，并于1993年2月5日逝世于纽约。

## 著作
尤纳斯最著名的代表作品为《责任命令》（The Imperative of Responsibility，德文版1979年，英文版1984年）。他的代表作还有《诺西斯与后期古典精神》、《生命现象》等。
英文著作《諾斯替宗敎：異鄉神的信息與基督敎的開端》(The Gnostic Religion: The Message of the Alien God and the Beginnings of Christianity) 於2003年由漢語基督教文化研究所出版繁體字中譯本，由張新樟翻譯。